# Institut Grand-Ducal
Das Institut Grand-Ducal ist eine wissenschaftliche Vereinigung von Forschern in Luxemburg.
1868, also ein Jahr nachdem die Stadt Luxemburg ihre militärische Bedeutung verloren hatte, wurde das Institut nach dem großen französischen Vorbild gegründet. Es entstand somit das erste Netzwerk luxemburgischer Forscher, welche überwiegend im Lande lebten.
An Stelle von „Akademien“ wurden jedoch sukzessive „Sektionen“ geschaffen:
- 1845:  Section historique
- 1850:  Section des sciences naturelles, physiques et mathématiques
- 1861:  Section des sciences médicales
- 1935:  Section de linguistique, d’ethnologie et d’onomastique
- 1962:  Section des arts et des lettres
- 1966:  Section des sciences morales et politiques